# Willem Schellinks

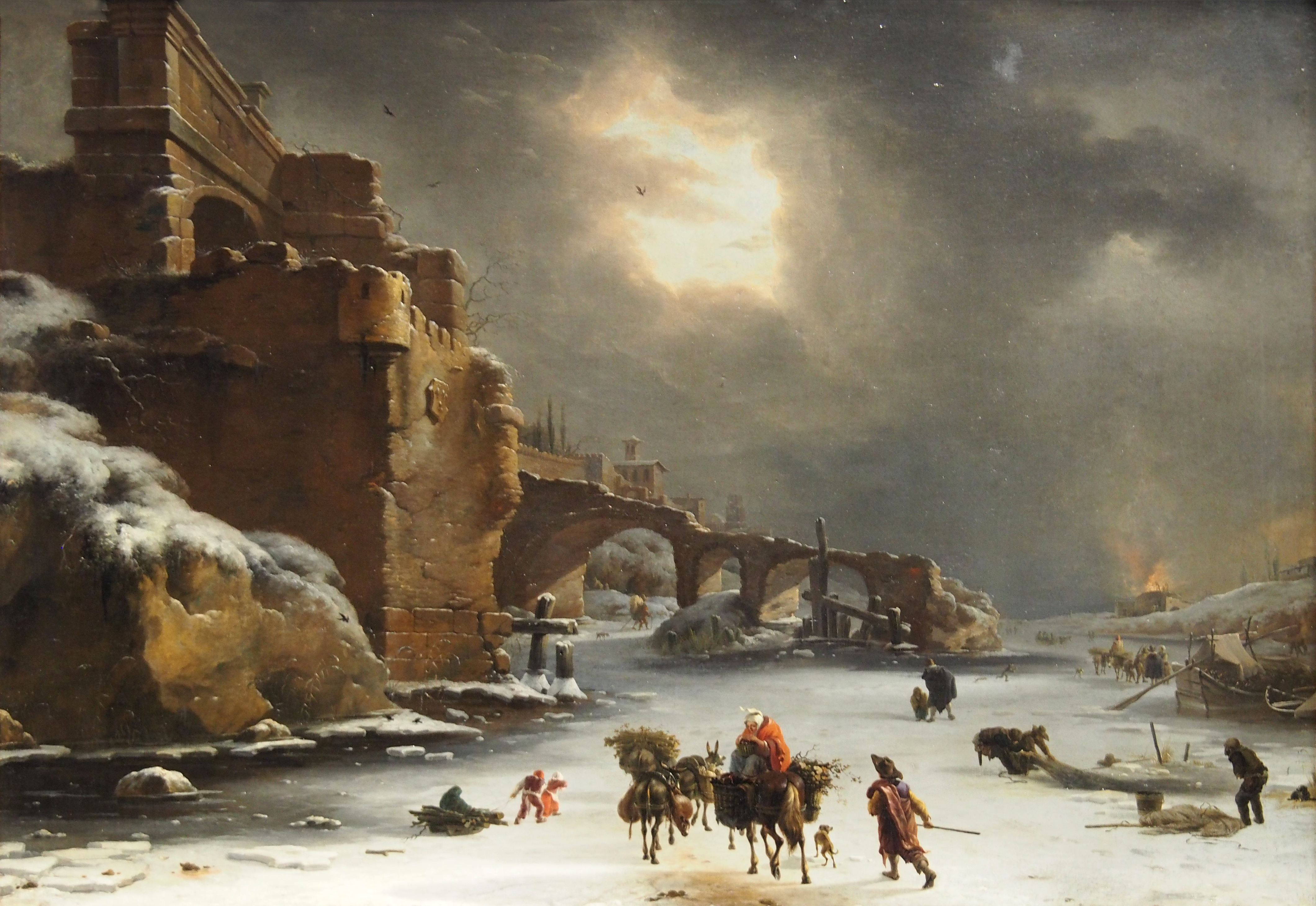
Mura di una città in inverno (1660-1668)

Willem Schellinks o Schellincks o Schellings (Amsterdam, 2 febbraio 1627 o 1623 – Amsterdam, 11 ottobre 1678) è stato un pittore, incisore e poeta olandese.

## Biografia
Era il figlio maggiore di Laurens, sarto e uomo libero di Amsterdam, e di Catalijntje Kousenaer. Il padre, originario di Maasbree, si stabilì ad Amsterdam nel 1609. Aveva altri sette fratelli, di cui Daniel (1627-1701) fu un buon pittore paesaggista. 
Fu uno degli artisti olandesi del suo tempo che più viaggiò in tutta Europa: nelle regioni dei Paesi della Loira e della Senna nel 1646, in particolare a Nantes con l'amico artista Lambert Doomer, e successivamente, tra il 1661 e il 1665, in Inghilterra, Francia, Italia, Malta, Germania e Svizzera. Durante questi viaggi Schellinks disegnava paesaggi e vedute, probabilmente su commissione del governo olandese, dal momento che in molti dei suoi disegni erano presenti viste di punti strategici, che avrebbero potuto interessare i servizi segreti olandesi.
Durante i suoi soggiorni all'estero studiò le opere dei grandi mestri.
I soggetti dipinti da Schellinks comprendevano paesaggi italiani e olandesi, con fiumi, porti, locande o antiche rovine con cavalieri in riposo e gruppi di cacciatori, e scene invernali.
Era solito tenere un diario in cui annotava ciò che, durante i suoi viaggi, vedeva di interessante e di adatto ad essere dipinto (schilderactig) corredato dello schizzo relativo.
Dipingeva con facilità nello stile di altri artisti, in particolare in quello dei pittori olandesi che si rifacevano allo stile e alla tecnica dei pittori italiani del periodo ("Dutch Italianates"), come Karel Dujardin, per quanto riguarda il modo di disegnare e colorare e Johannes Lingelbach, per il modo di dipingere gli sfondi.  Per questo motivo le sue opere sono rare, forse in parte attribuite erroneamente ad altri artisti.
Schellinks utilizzò i suoi primi disegni eseguiti in Inghilterra come base per i successivi del 1667 relativi all'attacco navale a Chatham durante la Seconda guerra anglo-olandese, in cui metteva in evidenza il trionfo olandese mostrando l'arrivo tardivo di un contingente militare inglese.
Inoltre collaborava con altri artisti olandesi del tempo, come il paesaggista Herman Nauwincx, Willem de Heusch e Nicolaes Berchem, inserendo le figure, spesso molto piccole, nelle loro opere.
Fu suo mecenate e collezionista Laurens van der Hem; i suoi dipinti furono riprodotti tramite incisione da Pieter Nolpe.
Dopo la sua morte, Frederik de Moucheron completò molti suoi paesaggi aggiungendovi le figure.

## Opere
- Paesaggio montuoso con fiume e carro, paesaggio di Herman Nauwincx, figure di Willem Schellinks, olio su tavola, 1650-1675
- Imbarco di Carlo II, re d'Inghilterra, 1632[6]
- Veduta de La Valletta, disegno a penna in Atlante del Principe Eugenio, Österreichische Nationalbibliothek, Vienna, 1661-1665[9]
- Crollo di St.Antonisdyk a Houtewael, 47 x 68 cm, Historisch Museum, Amsterdam[10]
- Giovane uomo elegante, seduto e pensieroso, gesso nero e bianco su carta colorata, firmato, 1660 c.[11]
- Studio con contadini, penna su carta blu, firmato con le iniziali[11]
- Paesaggio con un fiume che scorre tra le rocce, un castello tra le montagne, pescatori ed altre figure, firmato W.S.[12]
- Veduta di un castello in riva al mare, firmato W.S.[12]
- Paesaggio invernale, con un castello in riva ad un fiume ed un mulino ad acqua, lavis[13]
- A hawking party, an extensive landscape beyond, olio su tela, 51 x 61,5 cm, firmato[14]
- Paesaggio invernale con il Tevere e Ponte Molle, Roma, olio su tela, 83,2 x 113,7 cm, firmato[15]